# Bundesliga de 2012–13
A Bundesliga de 2012–13 foi a 50ª edição da principal divisão do futebol alemão. A temporada se iniciou em 24 de agosto de 2012 e terminou em 18 de maio de 2013. Comandando por Jupp Heynckes, o campeão foi o Bayern de Munique.

## Equipes
Kaiserslautern e Colônia foram diretamente rebaixados depois do final da temporada de 2011–12, por terem encerrado a Bundesliga em 17º e 18º lugar, respectivamente. Kaiserslautern depois de fazer uma boa campanha na temporada 2010–11, passou apenas uma temporada na 1. Bundesliga e foi rebaixado, enquanto o Colônia só fez uma aparição de somente um ano na primeira divisão e retornou diretamente para a 2. Bundesliga.
Os rebaixados foram substituídos pelo Greuther Fürth, campeão da 2. Bundesliga de 2011–12, e pelo vice-campeão Eintracht Frankfurt. O clube de Frankfurt, depois de ser rebaixado na temporada 2010–11, passou apenas uma temporada na 2. Bundesliga, enquanto o Greuther Fürth voltou à Bundesliga após 13 anos na segunda divisão.
A outra vaga para a primeira divisão alemã foi decidida através de um play-off entre Hertha Berlim, 16º colocado na Bundesliga, e o Fortuna Düsseldorf, terceiro colocado na 2. Bundesliga. O Fortuna Düsseldorf venceu o jogo de ida por 2 a 1, e no jogo de volta, ficou empatado 2 a 2; portanto, o Fortuna Düsseldorf subiu para 1. Bundesliga.

### Rebaixamento e acesso
| Posição | Rebaixados da Bundesliga |
| ------- | ------------------------ |
| "'16"'  | Hertha Berlim            |
| 17      | Colônia                  |
| 18      | Kaiserslautern           |

| Posição | Promovidos da 2. Bundesliga |
| ------- | --------------------------- |
| 1       | Greuther Fürth              |
| 2       | Eintracht Frankfurt         |
| "'3"'   | Fortuna Düsseldorf          |

Atualizado em 13 de agosto de 2013. Fonte: Site oficial

### Estádios
| Clube                    | Cidade          | Estádio                    | Capacidade |
| ------------------------ | --------------- | -------------------------- | ---------- |
| Augsburg                 | Augsburgo       | SGL Arena                  | 30.660     |
| Bayer Leverkusen         | Leverkusen      | BayArena                   | 30.210     |
| Bayern de Munique        | Munique         | Allianz Arena              | 69.000     |
| Borussia Dortmund        | Dortmund        | Signal Iduna Park          | 80.720     |
| Borussia Mönchengladbach | Mönchengladbach | Borussia-Park              | 54.057     |
| Freiburg                 | Friburgo        | Schwarwald-Stadion         | 24.000     |
| Hamburgo                 | Hamburgo        | Imtech Arena               | 57.000     |
| Hannover 96              | Hanôver         | AWD-Arena                  | 49.000     |
| Hertha Berlim            | Berlim          | Estádio Olímpico de Berlim | 74.244     |
| Hoffenheim               | Sinsheim        | Rhein-Neckar-Arena         | 30.155     |
| Greuther Fürth           | Fürth           | Playmobil-Stadion          | 15.000     |
| Fortuna Düsseldorf       | Düsseldorf      | Merkur Spiel-Arena         | 54.600     |
| Mainz 05                 | Mainz           | Opel Arena                 | 33.500     |
| Nuremberg                | Nuremberga      | Max-Morlock-Stadion        | 48.548     |
| Schalke 04               | Gelsenkirchen   | Veltins-Arena              | 61.673     |
| Stuttgart                | Estugarda       | Mercedes-Benz Arena        | 55.896     |
| Werder Bremen            | Bremen          | Weserstadion               | 42.100     |
| Wolfsburg                | Wolfsburg       | Volkswagen Arena           | 30.000     |

## Classificação
Atualizado em 12 de agosto de 2013. Fonte: Site oficial (em inglês)
Critérios de desempate:
1) saldo de gols; 2) número de gols pró.
C = Campeão; R = Rebaixado
| Campeão Alemão de 2012–13      |
| ------------------------------ |
| Bayern de Munique (23° título) |

## Artilharia
| Ranking | Jogador              | Time                | Gols |
| ------- | -------------------- | ------------------- | ---- |
| 1       | Stefan Kießling      | Bayer Leverkusen    | 25   |
| 2       | Robert Lewandowski   | Borussia Dortmund   | 24   |
| 3       | Alexander Meier      | Eintracht Frankfurt | 16   |
| 4       | Mario Mandžukic      | Bayern de Munique   | 15   |
| 4       | Vedad Ibišević       | Stuttgart           | 15   |
| 4       | Marco Reus           | Borussia Dortmund   | 15   |
| 7       | Thomas Müller        | Bayern de Munique   | 13   |
|         | Ádám Szalai          | Mainz 05            | 13   |
| 9       | Mame Biram Diouf     | Hannover 96         | 12   |
| 10      | Mario Gómez          | Bayern de Munique   | 11   |
| 10      | Jakub Błaszczykowski | Borussia Dortmund   | 11   |
| 10      | Aaron Hunt           | Werder Bremen       | 11   |
| 10      | Jonathan Schmid      | Freiburg            | 11   |
|         | Nils Petersen        | Werder Bremen       | 11   |